# ボストンバン
ボストンバン（英: Boston bun、サリー・ラン（英: Sally Lunn）とも）は、ココナッツアイシングを厚く塗り重ねた大きなスパイスバンであり、オーストラリアやニュージーランドなどで普及している。このバンは伝統的にマッシュポテトを漉したものが入っており、現代的なバージョンでは時折干しブドウやサルタナが入ることもある。干しブドウやサルタナが入るようになったのは1930年代からとされている。「ボストンバン」と名付けられた製品の販売記録は20世紀初頭にまで遡ることができる。紅茶のお供にするべく、スライスしたりバターを塗ったりすることが多い。ボストンバンという名前の起源は不明である。ニュージーランドにある北島では「サリー・ラン」として有名であるけれども、同じ名称の伝統的なイギリスのバンであるサリー・ラン・バンとの関連性はない。